# Morogoro (région)
Pour la ville, voir Morogoro.

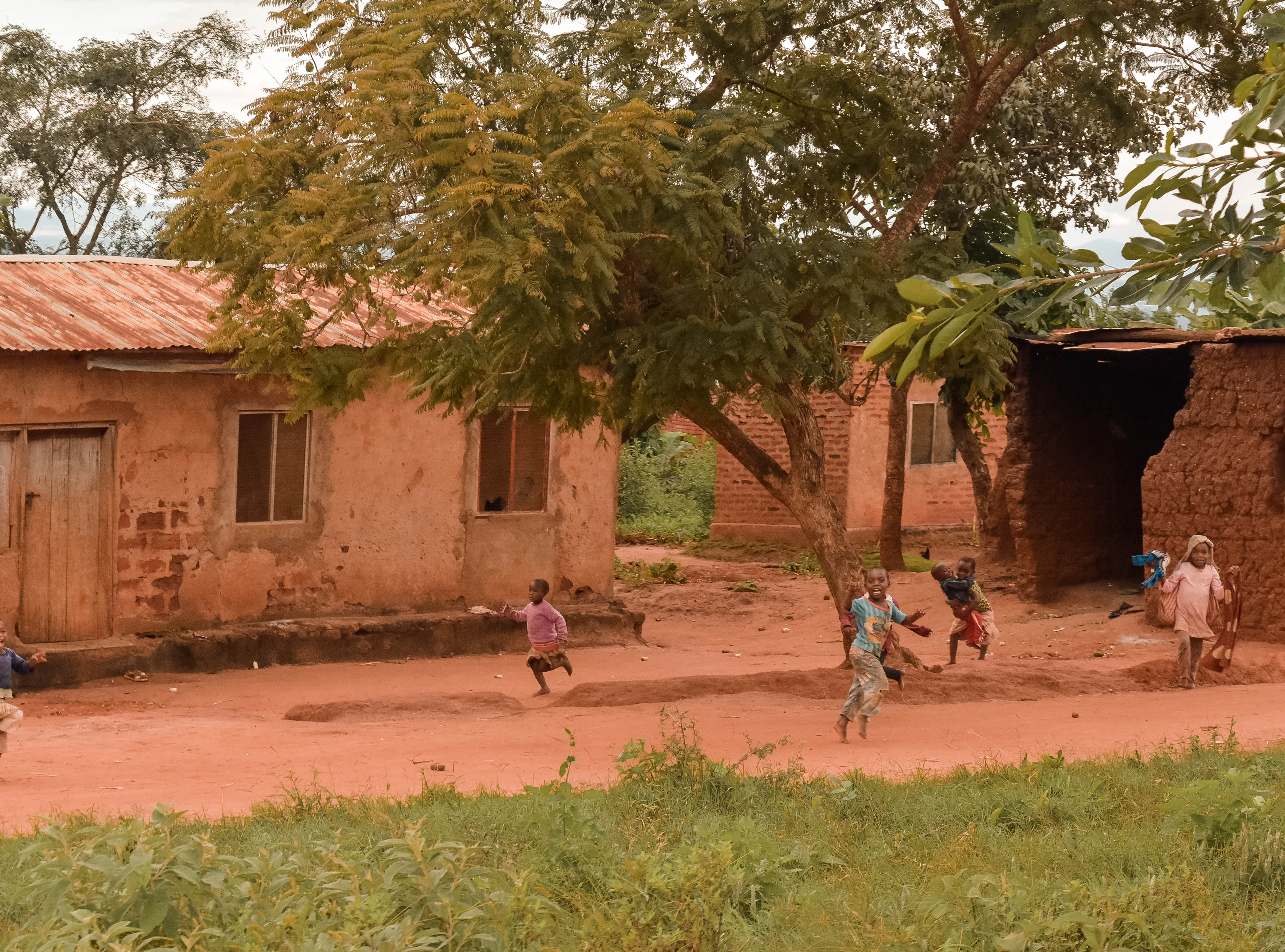
Village dans la région de Morogoro.

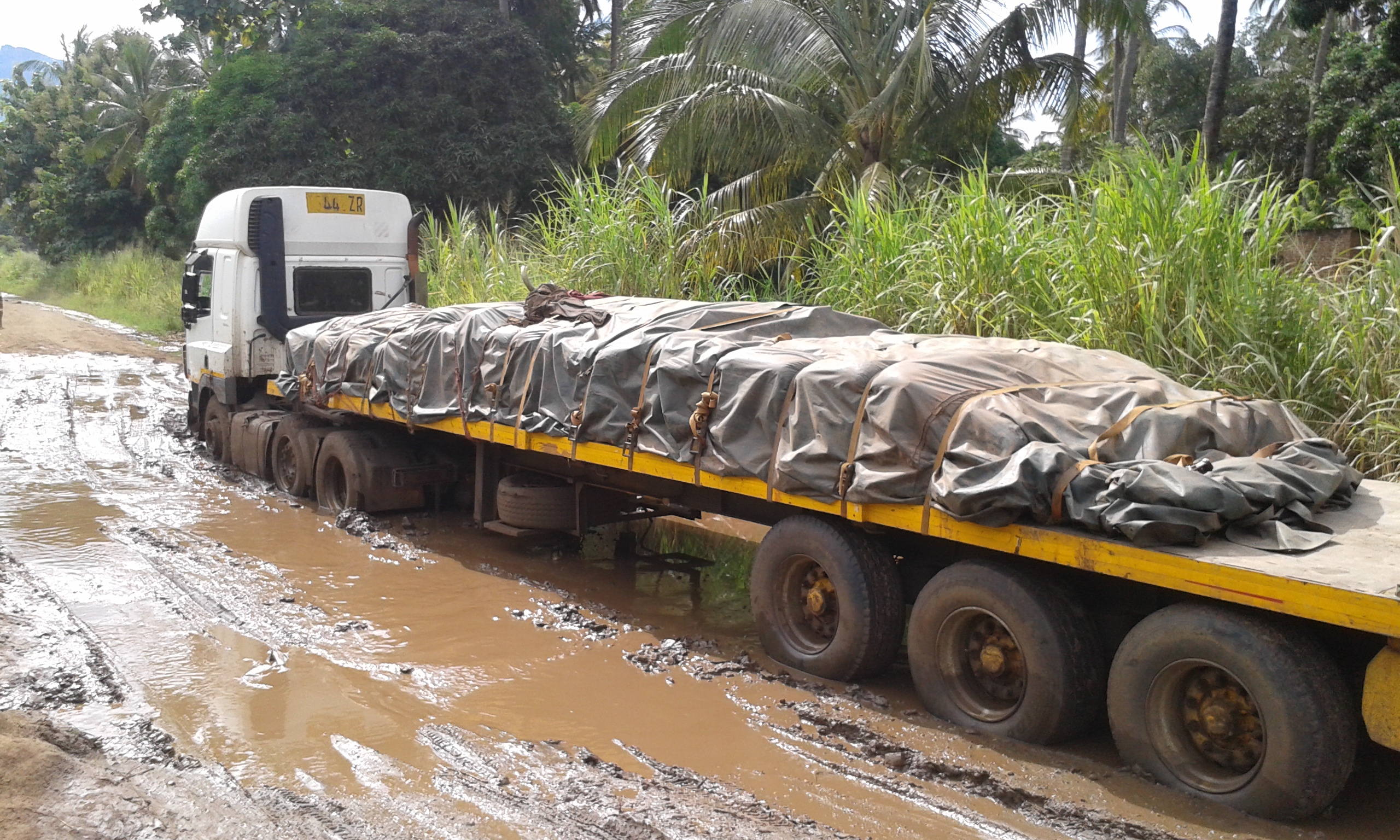
Camion embourbé à la saison des pluies

La région de Morogoro est une région du centre-est de la Tanzanie. Elle marque la transition entre la grande plaine côtière et la vallée de la Rufiji et les hauts plateaux et montagnes s'étendant plus à l'ouest.
Sa capitale est la ville de Morogoro.